# جلجل بقرة

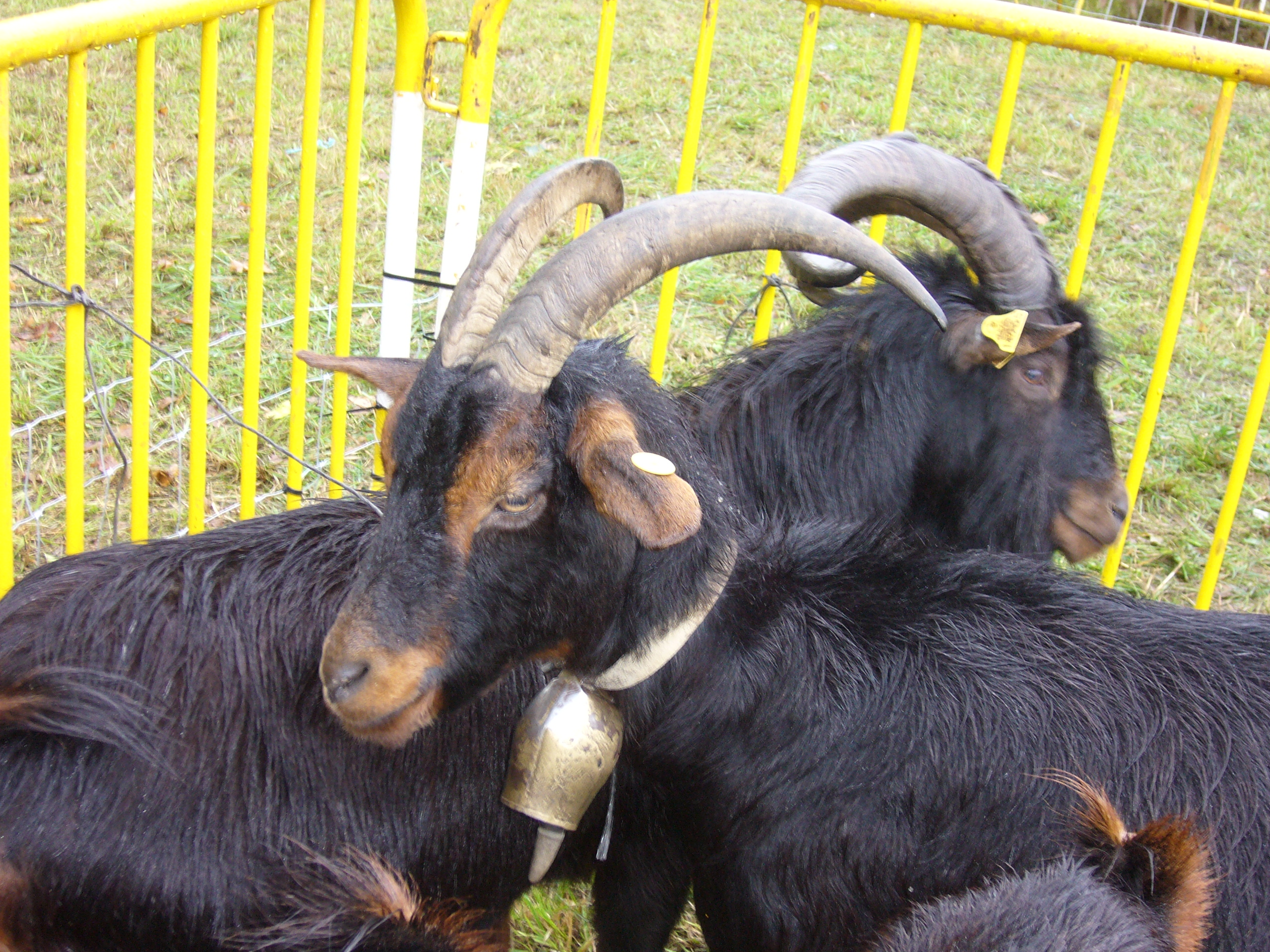
ماعز ذو جلجل

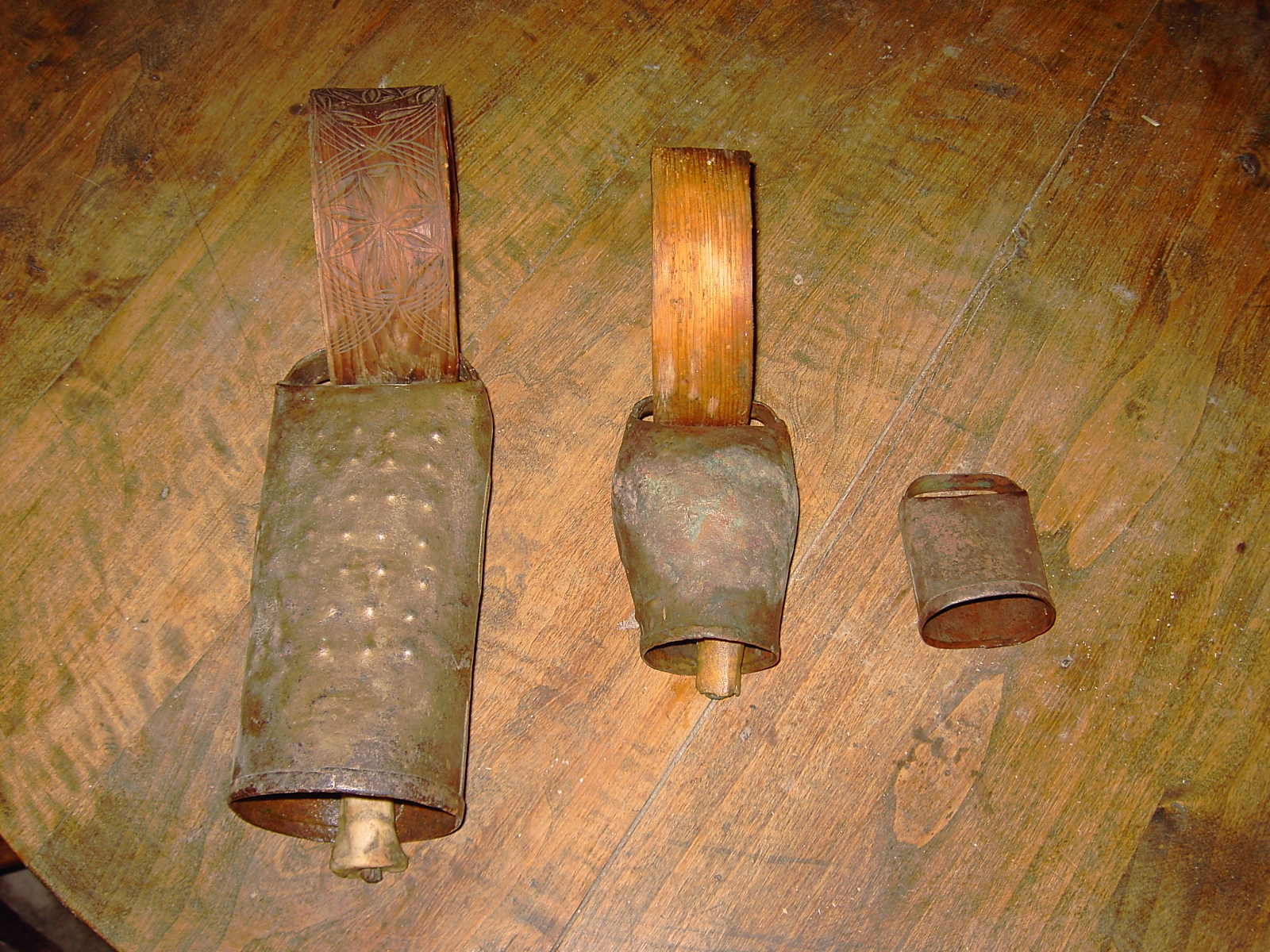
تختلف جلاجل الأبقار باختلاف أنواع وجنس وعمر الحيوانات. تستخدم هذه في منطقة البرانس.

جُلجُل البقرة أو جرس البقر أو القرقاع هو جرس يُعلق حول عنق الماشية التي تتجول بحرية حتى يتمكن الرعاة من تتبع الحيوان عبر صوت الجرس عندما يرعى الحيوان بعيدًا عن الأنظار في المناظر الطبيعية الجبلية أو السهول الشاسعة. تستخدم على مجموعة متنوعة من الحيوانات وذلك مع أنه يشار إليها بهذا نظرًا لاستخدامها المكثف مع البقر.

## معرض صور

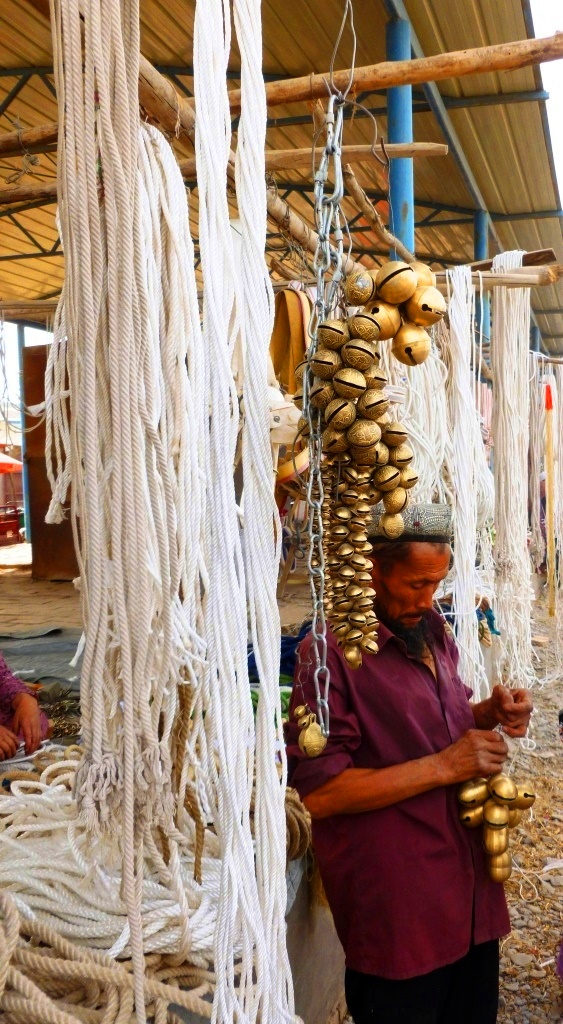
جلاجل بقر في أسواق كاشغر
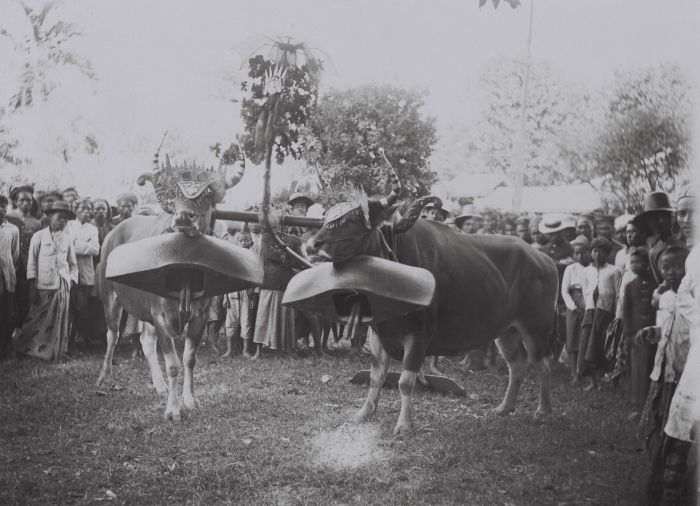
جاوة الشرقية
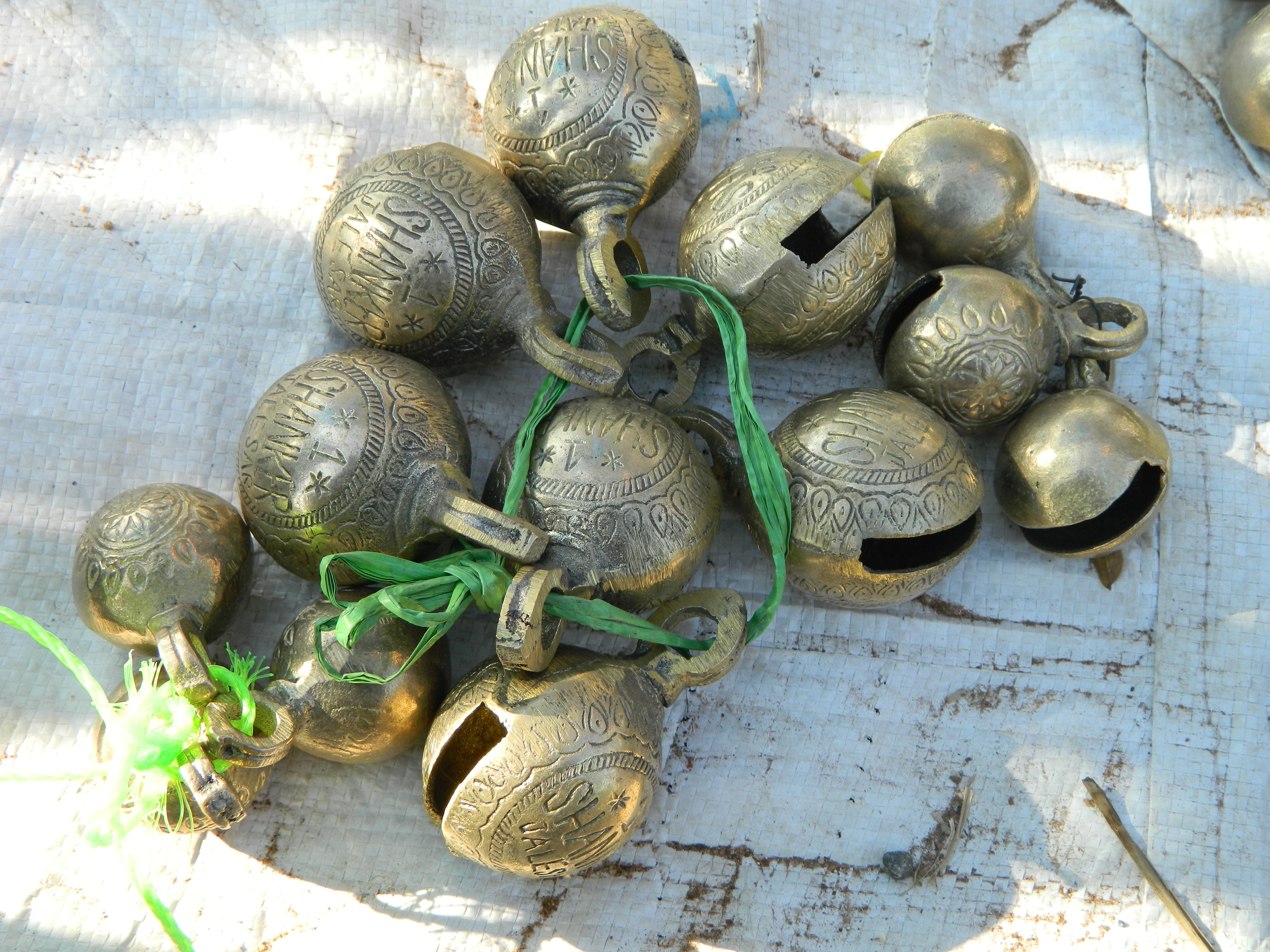
جلاجل بقر نحاسية من ثقافة التاميل في جنوب الهند .
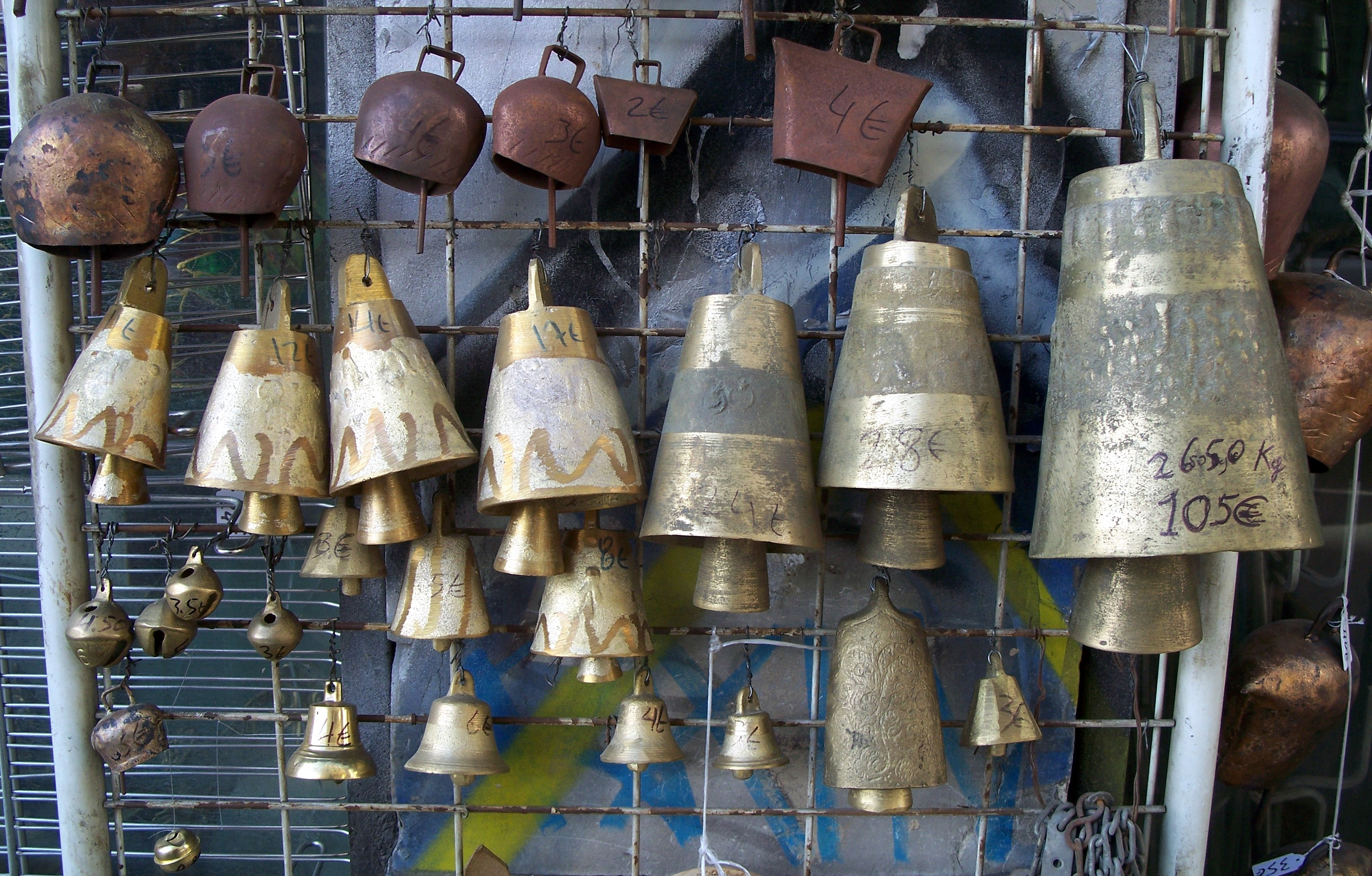
جلاجل بقر يونانية
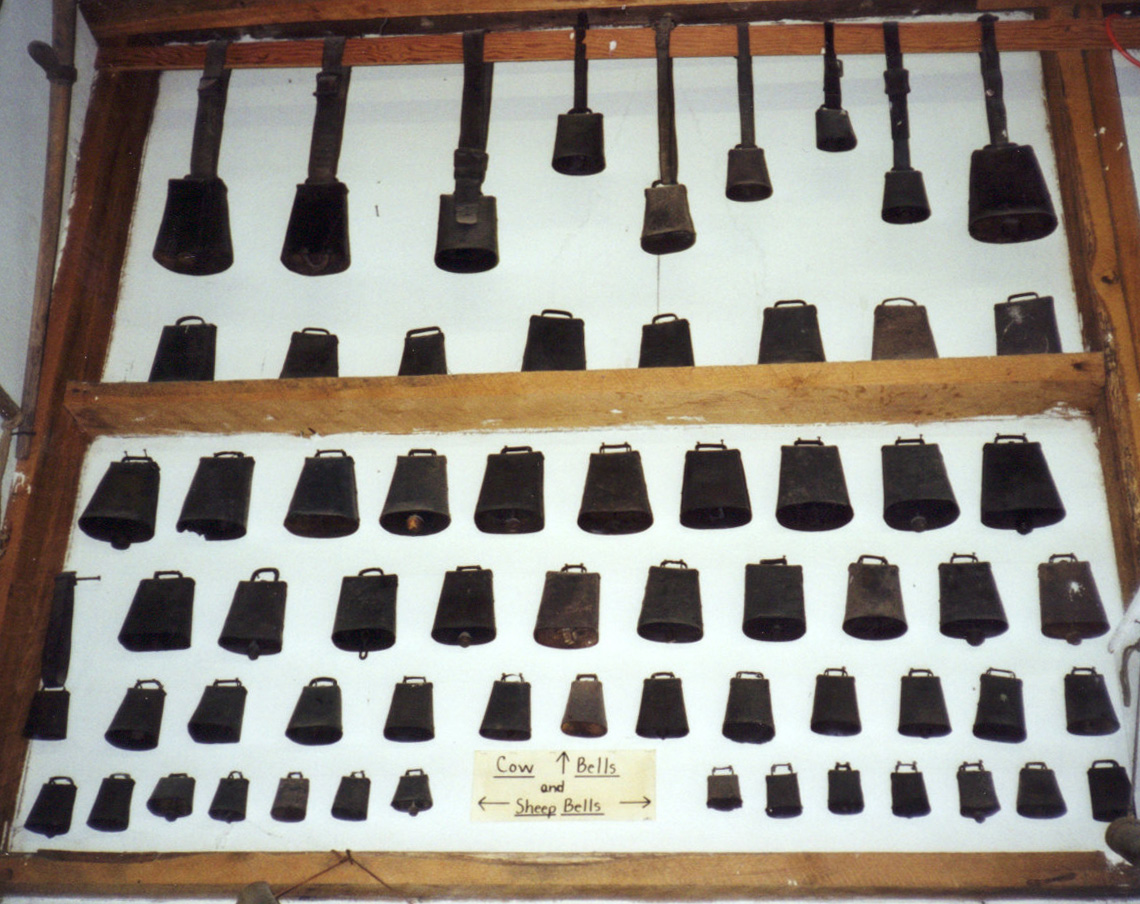
جلاجل بقر إيطالية
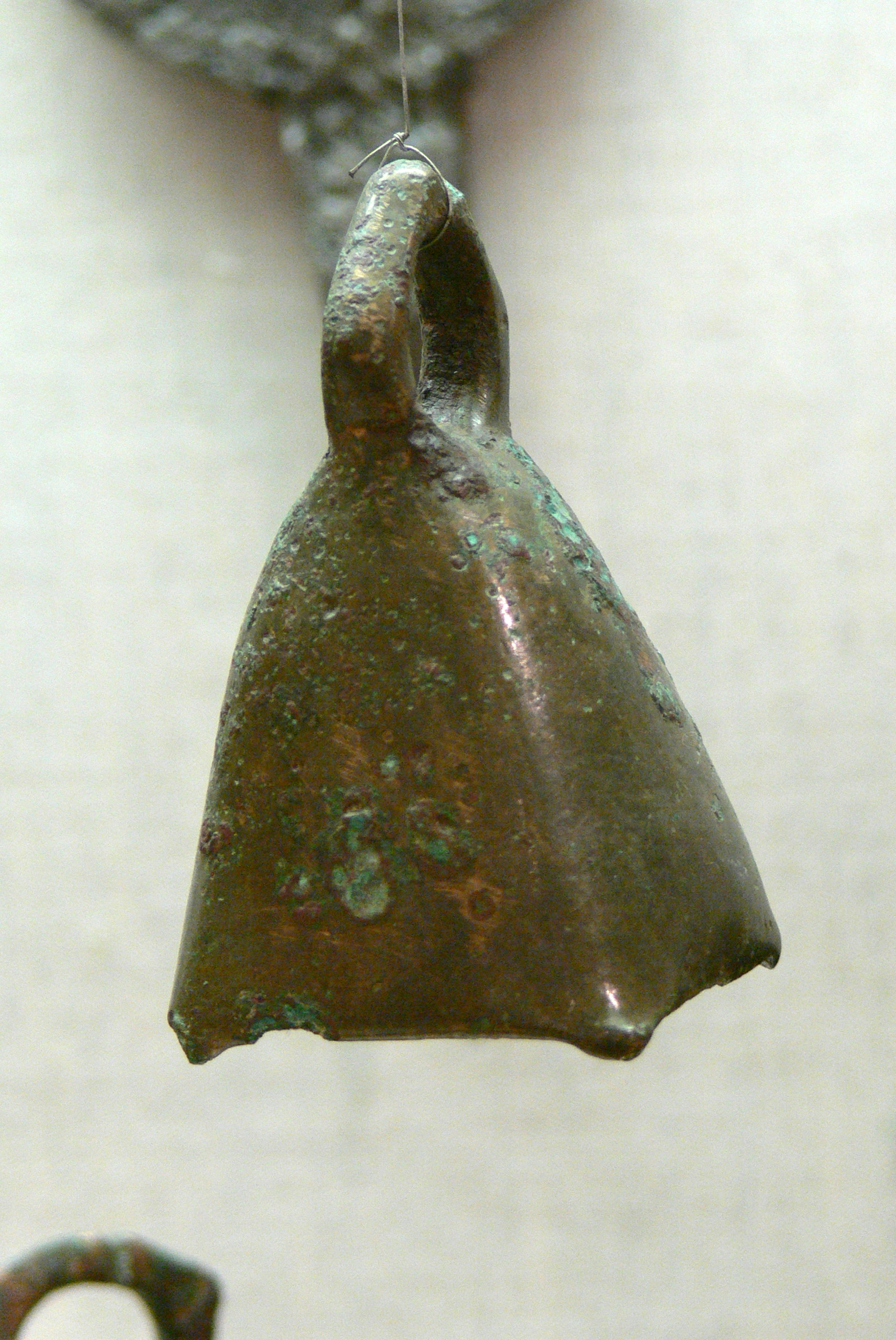
جلجل رومي
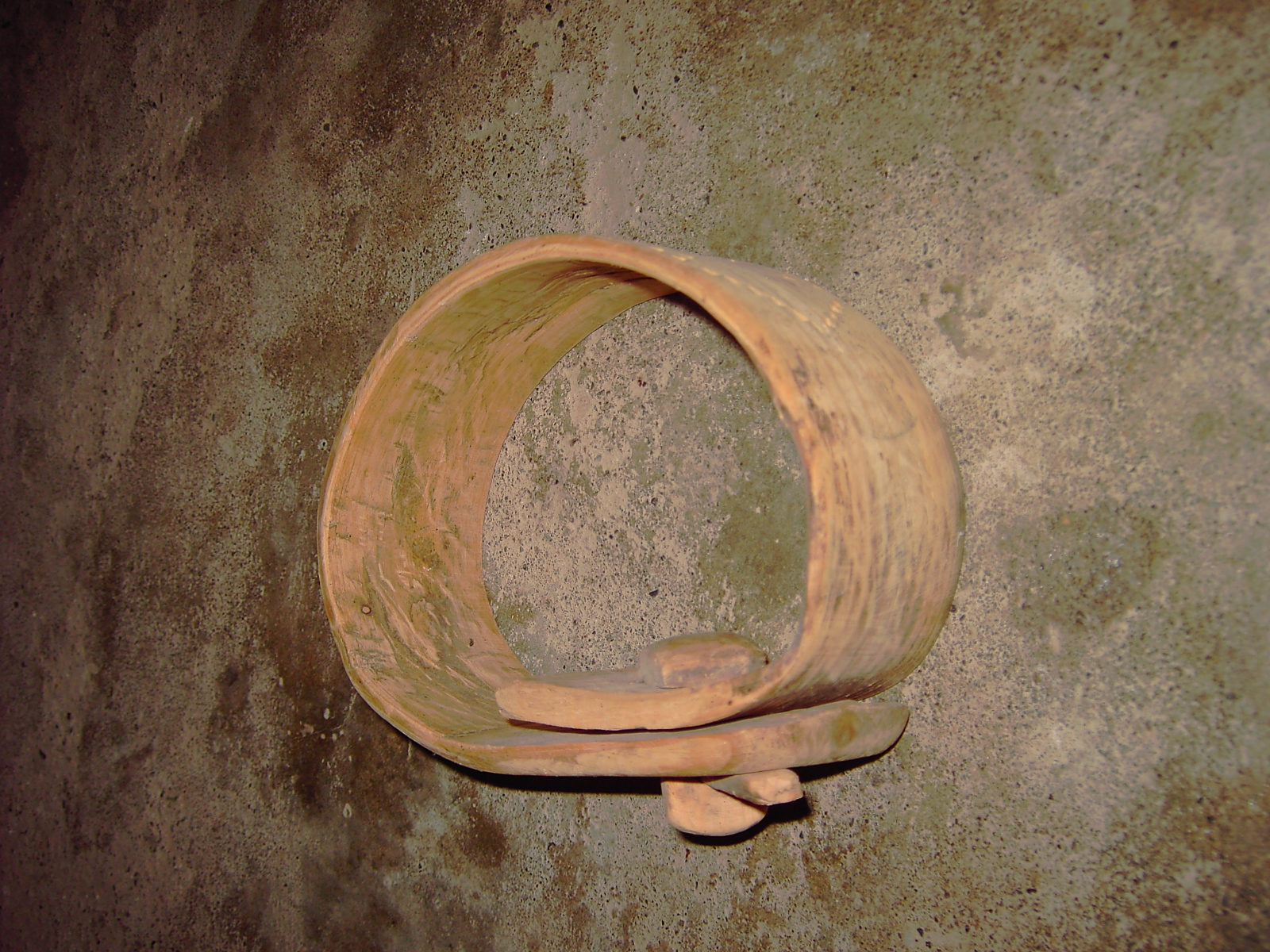
طوق خشبي لجلجل البقرة
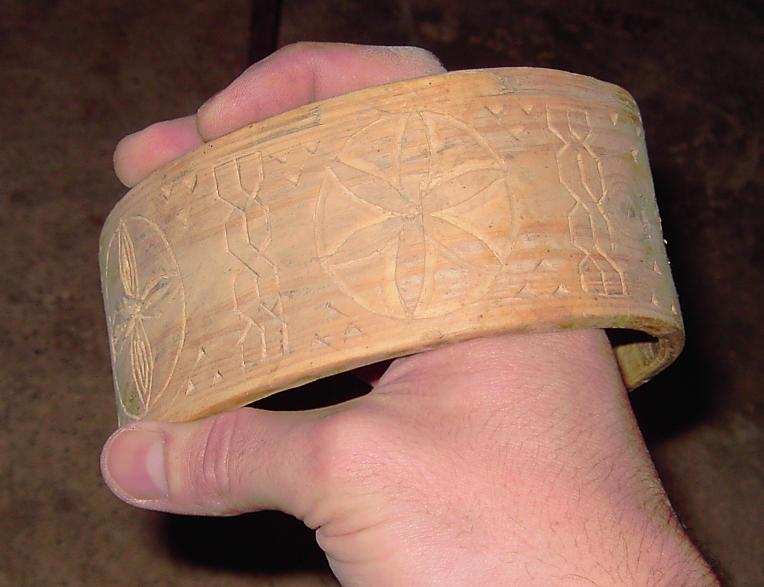
طوق خشبي آخر لجلجل البقرة برموز منحوتة.
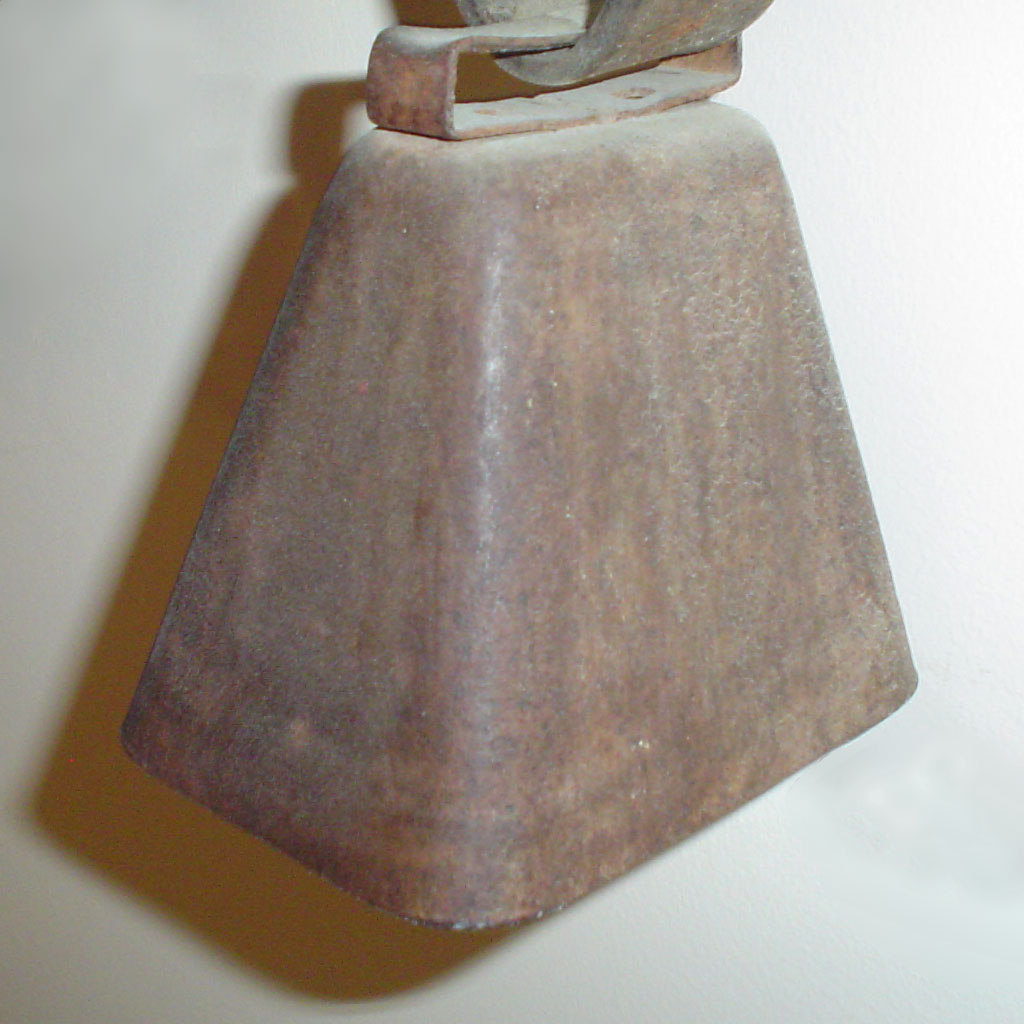
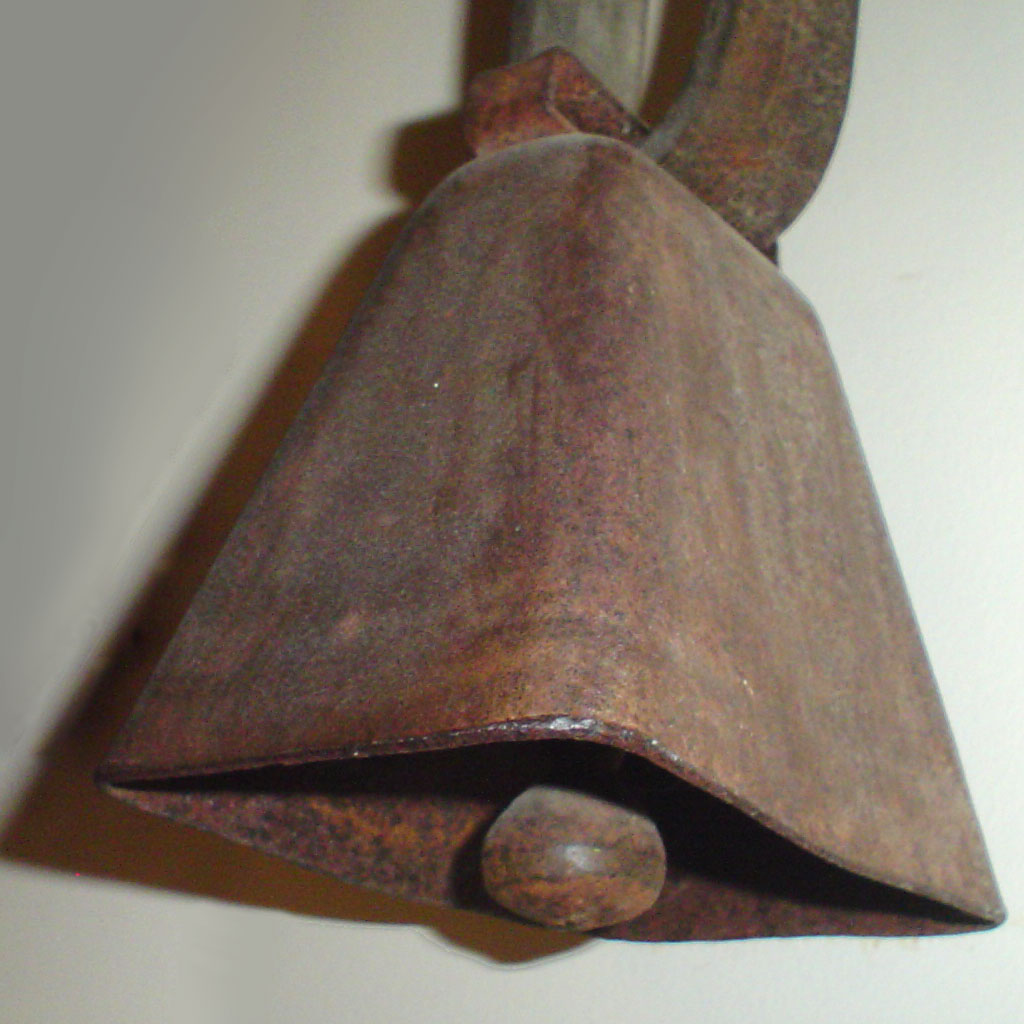
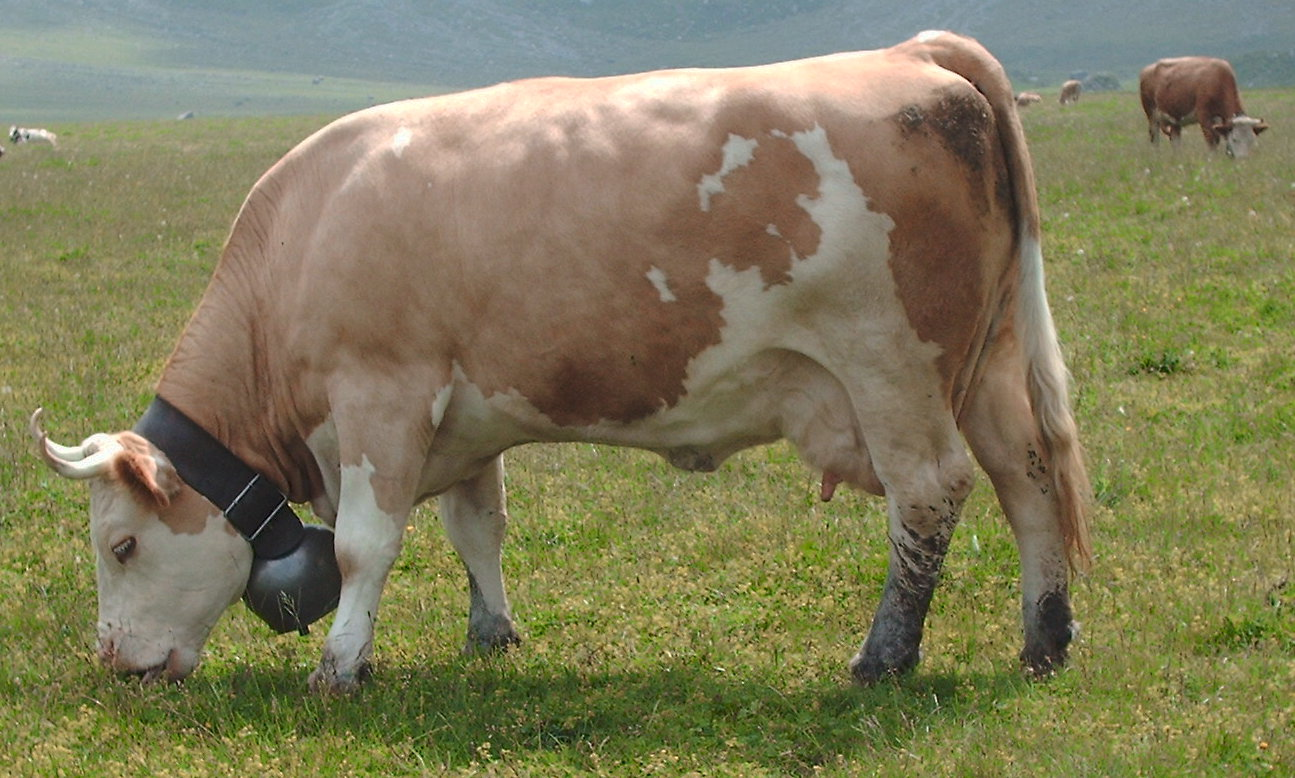
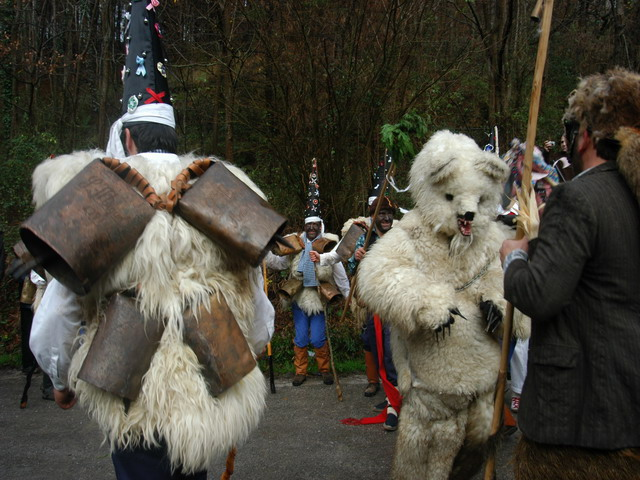
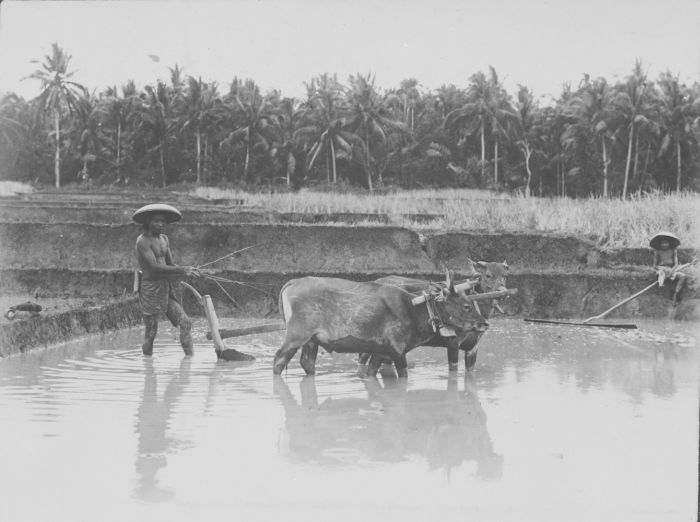
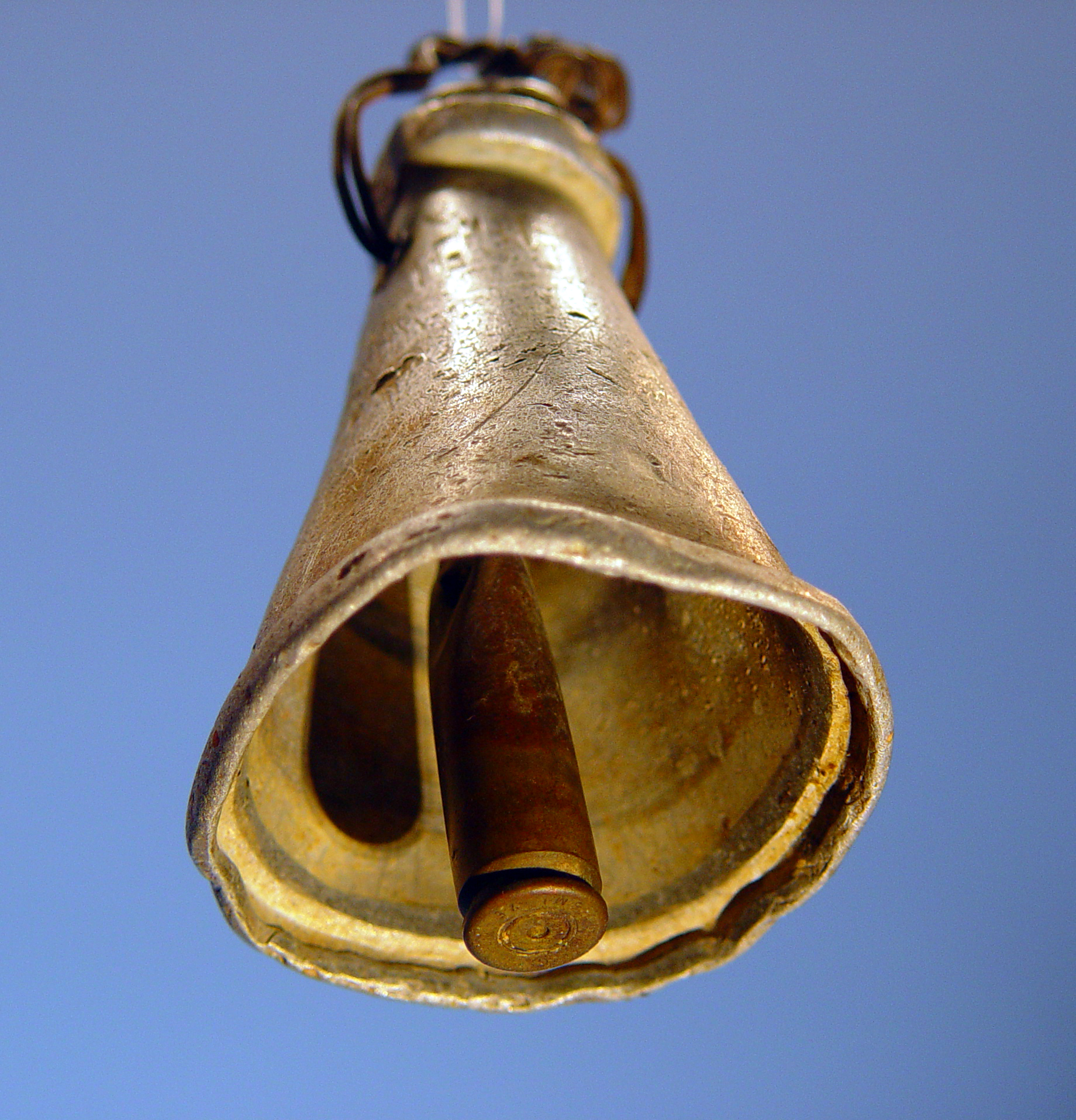
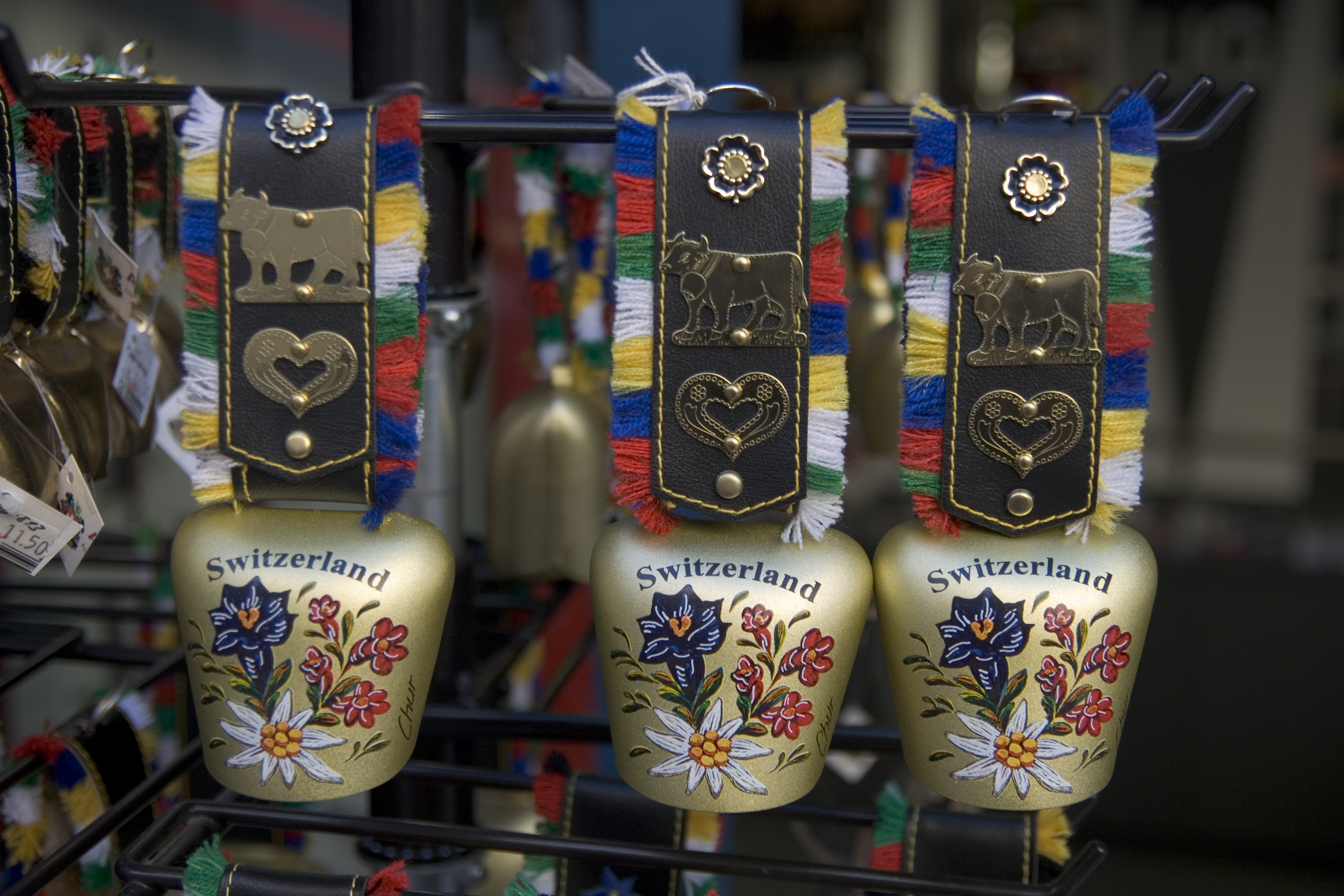
جلاجل بقر تذكارية سويسرية